# Famille De la Chapelle (Finlande)
La famille De la Chapelle est une famille d'origine française de la composante des seigneurs libres de la noblesse finlandaise.

## Histoire
La famille finlandaise est à l'origine une famille militaire.
Le plus ancien représentant de sa branche nordique est le lieutenant-colonel Adam Richard de la Chapelle (décédé en 1636), qui est venu de France en Suède en 1611 pour servir comme commandant des soldats.
Ses quatre fils officiers sont intégrés dans la noblesse suédoise en 1653.
La famille continuera par l'un des fils le lieutenant Julius Richard de la Chapelle (1625–1672).
La famille s'installe en Finlande dans les années 1780 et est introduite dans les seigneurs libres de Finlande en 1818.
Le nom de famille s’éteint en Suède en 1823.

## Membres de la branche finlandaise
- Albrecht Fredrik Richard de la Chapelle (1785–1859)[1]
  - Karl Viktor de la Chapelle (1821–1893), juriste
  - Claes Leonard de la Chapelle (1833–1908), juriste
  - Frans Richard de la Chapelle (fi) (1818–1871), sénateur[1]

- Richard Casimir de la Chapelle (fi) (1862–1916), industriel
  - Knut de la Chapelle (1888–1934)

- Albert Henrik de la Chapelle (fi) (1871–1932), médecin
- Albert de la Chapelle (1933-2020), médecin, professeur[1]
- Henrik de la Chapelle (fi) (1955-), homme d'affaires